# Cryptomeria japonica
Cryptomeria japonica (Thunb. ex L.f.) D.Don, 1841, detto anche cedro giapponese o sequoia giapponese, è una pianta della famiglia Cupressaceae (da alcuni autori inserito nelle Taxodiaceae), originaria dell'Asia. È l'unica specie nota del genere Cryptomeria.

## Descrizione

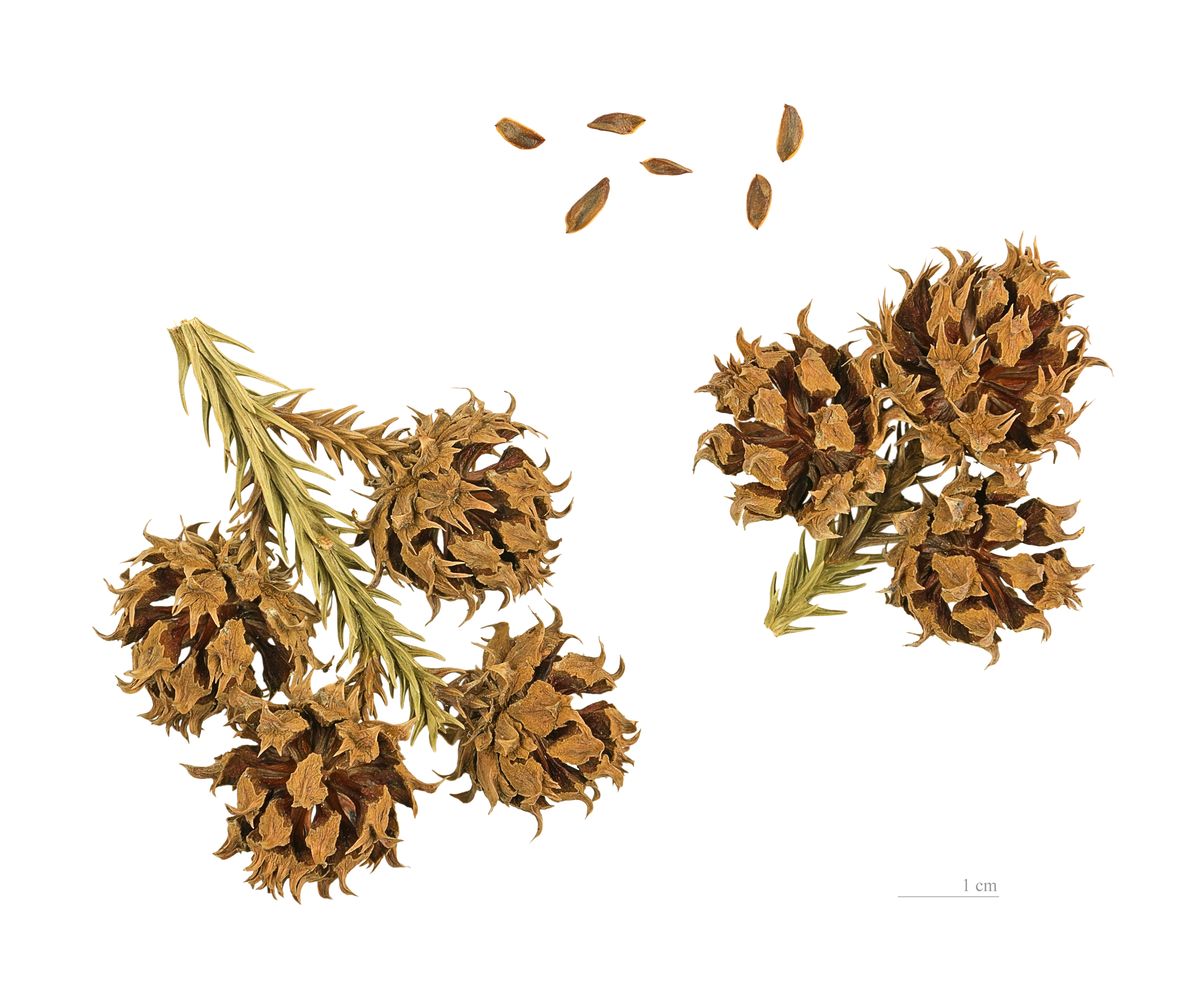
Coni e semi

Si presenta come albero sempreverde di grandi dimensioni fino a 40 m d'altezza, con il fusto diritto e scarsamente rastremato, con la corteccia di colore rosso-brunastro; la chioma è piuttosto densa con foglie lesiniformi lunghe circa 20 mm, disposte a spirale sui rametti, di colore verde chiaro, persistenti per 4-5 anni, microsporofilli riuniti in amenti, macrosporofilli riuniti in un cono tondeggiante; i frutti sono piccoli strobili di forma globosa, dotati di scaglie spinose all'apice e contenenti piccoli semi che ricordano quelli del cipresso.

## Distribuzione e habitat
Originaria della Cina sud-orientale e del Giappone, importata in Europa già dalla seconda metà dell'Ottocento, pianta molto rustica in ogni zona d'Italia, nota col nome di "crittomeria", "criptomeria" o anche "cedro rosso del Giappone", trova le condizioni ideali nel Lauretum e nel Castanetum caldo, nelle stazioni fertili con buona umidità e abbondanti precipitazioni.

## Tassonomia
Il genere Cryptomeria D. Don 1838 comprende una sola specie con 2 varietà:
- Cryptomeria japonica (Thunb. ex L.f.) D. Don
  - Cryptomeria japonica  var. sinensis Miq. in Siebold & Zuccarini
  - Cryptomeria japonica var. japonica Miq.

## Coltivazione
La moltiplicazione avviene facilmente sia con la semina primaverile, che per via agamica a fine estate per talea, si utilizzano per il trapianto soggetti di 4-5 anni con circa 4000-4500 piante/ha.
Nell'arboricoltura da legno viene governata grazie al rapido sviluppo vegetativo, a fustaia con cicli di 35-40 anni o a ceduo indifferentemente, fornendo un ottimo legname, richiede terreno fertile, sciolto e profondo, non calcareo, con elevata umidità ambientale e stagione calda mitigata da frequenti precipitazioni, è una pianta che si adatta a qualunque esposizione dal pieno sole all'ombra e si presta pertanto ad impianti molto densi.

## Avversità
- Processionaria: occasionalmente, l'attacco di larve del lepidottero Thaumetopoea pityocampa può provocare la completa defogliazione della pianta.

## Usi

### Legname

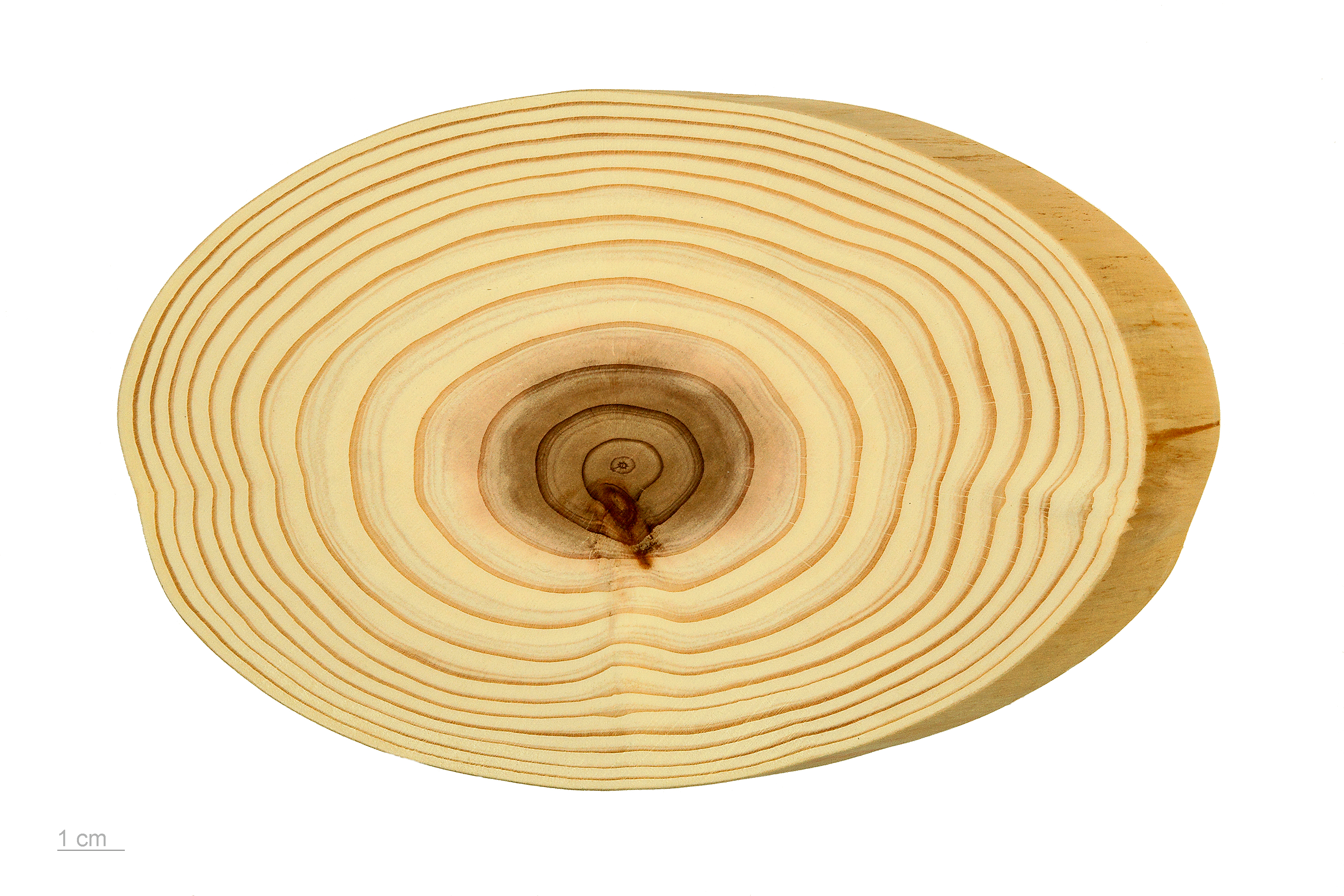
Sezione del tronco.

Le piante appartenenti al genere Cryptomeria forniscono essenze legnose volgarmente e commercialmente denominate cedro (o cedro rosso). A seconda della specie, si parla di cedro rosso giapponese per la Cryptomeria japonica e di cedro cinese per la Cryptomeria japonica var. sinensis.
Il legno profumato, leggero (p. sp. 0,40 da secco), di colore rosa-rossastro, tenero, omogeneo e molto durevole, resistente ai marciumi e ai processi di decomposizione, viene utilizzato per la fabbricazione di mobili, e in Giappone per le costruzioni in legno, e per pannelli divisori all'interno delle abitazioni
Caratteristiche del legno:
- Peso specifico: 350–400 kg/m3
- Aspetto: alburno bianco, durame rosso. Tessitura fine. Presenza fitta di nodi scuri prevalentemente sani.
- Stabilità: elevata
- Durezza: bassa
- Durabilità: molto elevata
- Lavorabilità: molto buona
- Utilizzo in Italia: realizzazione di scatole in legno, interni di mobili, umidificatori per sigari
- Utilizzo nel mondo: legno da costruzione (Giappone), pareti divisorie (Giappone), recinzioni (USA)
- Note: Odore caratteristico. Fortemente resistente all'attacco di muffe.

### Uso ornamentale
Viene coltivata come pianta ornamentale per decorare aiuole erbose, grazie anche alla proprietà di mutare il colore delle foglie nella stagione invernale, virando verso sfumature rosso-ruggine o bronzato, le cultivar nane vengono impiegate per giardini rocciosi o in vaso sui terrazzi.